# Otto Eerelman
Otto Eerelman (Groningen, 23 maart 1839 – aldaar, 3 oktober 1926) was een kunstschilder, etser en lithograaf die vooral bekend geworden is dankzij zijn natuurgetrouwe schetsen en schilderijen van honden en paarden. Ook vervaardigde hij als hofschilder diverse portretten van Prinses Wilhelmina in haar jonge jaren en later als Koningin.

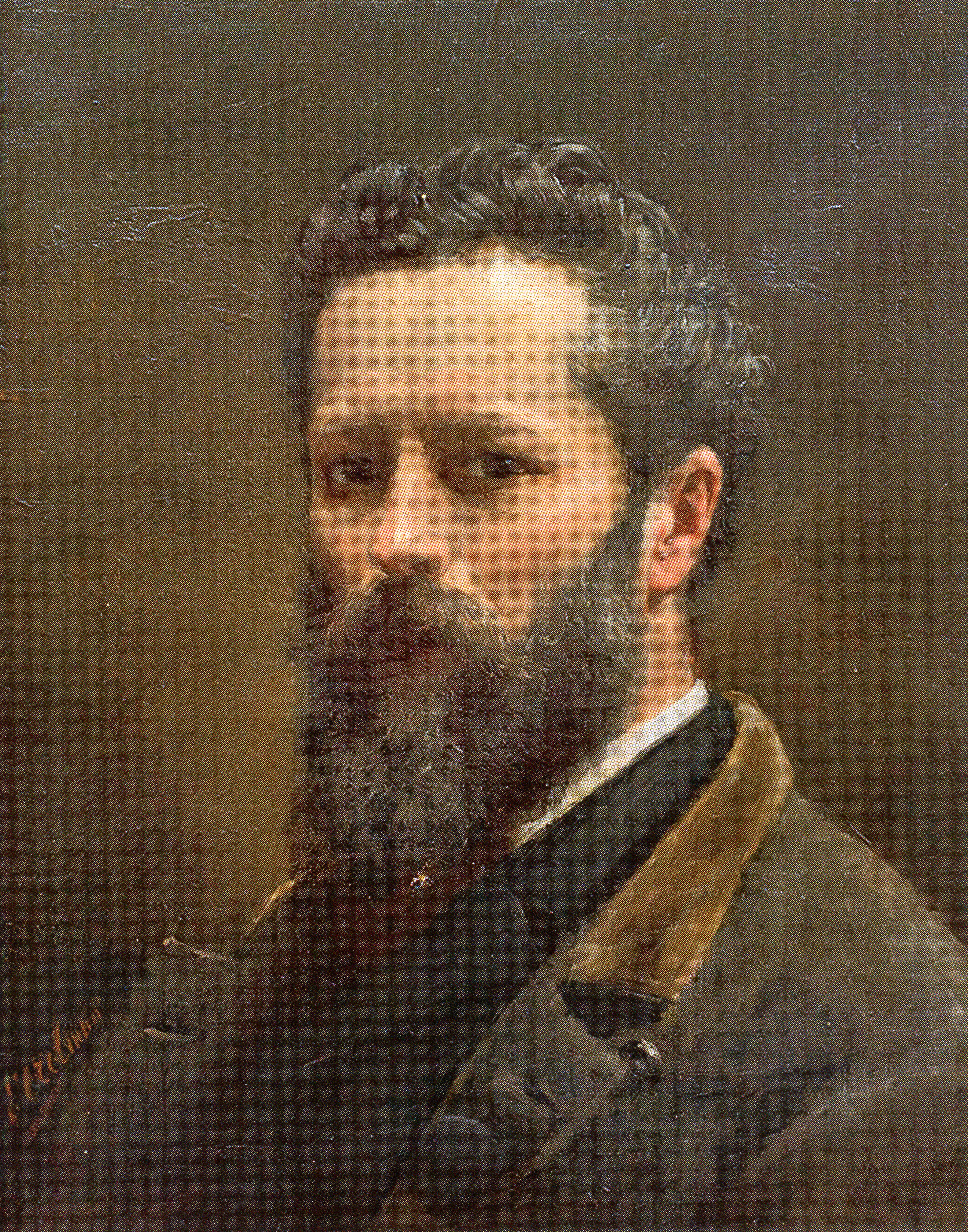
Otto Eerelman, zelfportret (1889)

## Levensloop
Eerelman was een zoon van Samuel Eerelman, koster van de A-kerk, en Cornelisje Pluimpker. Al van jongs af bedreven als tekenaar koos Otto Eerelman tegen de zin van zijn ouders in voor een leven als kunstenaar en begon zijn studie in 1860 aan de Academie Minerva te Groningen. Nadat hij die in 1863 had afgesloten besloot hij om zijn studies in 1864 nog een jaar voort te zetten aan de Koninklijke Academie voor Schone Kunsten van Antwerpen en vanaf 1865 nog enige tijd op het atelier van Lourens Alma Tadema (die later beroemd zou worden als 'Sir' Lawrence Alma-Tadema).
Na een korte tijd in Parijs kwam Eerelman terug naar Groningen om daar van 1867 tot 1874 aan de Academie Minerva te werken. In 1874 verhuisde hij naar Brussel om zich daar helemaal aan de schilderkunst te wijden, maar kwam al in 1875 naar Den Haag waar hij tot 1902 woonde en werkte. In deze periode kreeg hij ook regelmatig opdrachten van het koninklijk huis. Op het Loo bevindt zich een ruiterportret van koningin Wilhelmina dat van Eerelmans hand is.
Na een verblijf in Arnhem (om gezondheidsredenen) keerde hij in 1907 weer terug in Groningen, waar hij bleef wonen. Al tijdens zijn leven werd hij geroemd en gerespecteerd voor zijn voortreffelijke werken en op tachtigjarige leeftijd werd hij geridderd en vernoemde men in Groningen een straat naar hem. Bij zijn overlijden treurde de stad. Een lokale krant schreef: "Deez kunstenaar was een dergenen, wier naam, al ging hij van ons heenen, blijft klinken, onverzwakt van kracht". Otto Eerelman ligt begraven in een familiegraf op de Zuiderbegraafplaats te Groningen.
Otto Eerelman was in Groningen zó vermaard dat Groningers die het Parijse Louvre bezochten vroegen "waar de Eerelmans hingen?" maar zijn werk werd later in de 20e eeuw niet erg gewaardeerd. De laatste jaren brengen Eerelmans schilderijen weer forse prijzen op.

## Bekende werken
Naast de diverse schilderijen die Eerelman maakte voor het koninklijk huis, zoals een portret van de min Evertje Schouten, een schilderij van de achtjarige Wilhelmina gekleed in een wit amazonepak en afgebeeld met haar pony "Baby" (die misschien vooral bekend zijn vanwege de afgebeelde Oranjes), zijn enkele ander werken ook bij een breed publiek bekend geraakt.
In 1898 werd het kunstalbum Paardenrassen uitgegeven, waarin verklarende teksten van E.A.L. Quadekker werden begeleid door een veertigtal lithografieën (vervaardigd door Richard Schoenbeck) van Eerelmans paardenschilderijen. Vanwege de gedegen vakkennis van legerkaptein-dierenarts Quadekker en de zeer nauwkeurige schetsen en schilderijen van Eerelman was dit een hoog gewaardeerd en gewild boekwerk. Als eerbetoon aan de koninklijke familie kreeg het lievelingspaard "Woyko" van Koningin Wilhelmina een prominente plaats aan het begin van het boek. Een plaatwerk van Eerelman werd door Clara Bell in het Engels vertaald onder de titel Horses and dogs.
Een van zijn bekendste schilderijen is De paardenkeuring op de Grote Markt op de 28ste augustus dat hij in opdracht van het Groninger gemeentebestuur maakte. Het hangt in het Stadhuis van Groningen en geeft weer hoe Groningen destijds de jaarlijkse herdenking van het ontzet van de stad op 28 augustus 1672 vierde met feestelijkheden en een paardenmarkt.
Eerelman was een meester in het schilderen van honden. Zijn stofuitdrukking bij het schilderen van de vacht van deze dieren getuigt van zijn meesterschap.

## Geestverwanten
Otto Eerelman wordt gezien als een leerling van de schilder J.H. Egenberger. Hij had goede banden met Jozef Israëls en Taco en Hendrik Willem Mesdag met wie hij samen een belangrijke rol speelde in het Kunstlievend Genootschap (dat in 1838 was omgedoopt in Pictura).
Ook de invloed van de vermaarde Victoriaanse dierenschilder Sir Edwin Landseer kan worden onderkend maar dierportretten waren in de tweede helft van de nogal sentimentele 19e eeuw een populair, en lucratief, genre in geheel Europa.

## Werken (selectie)

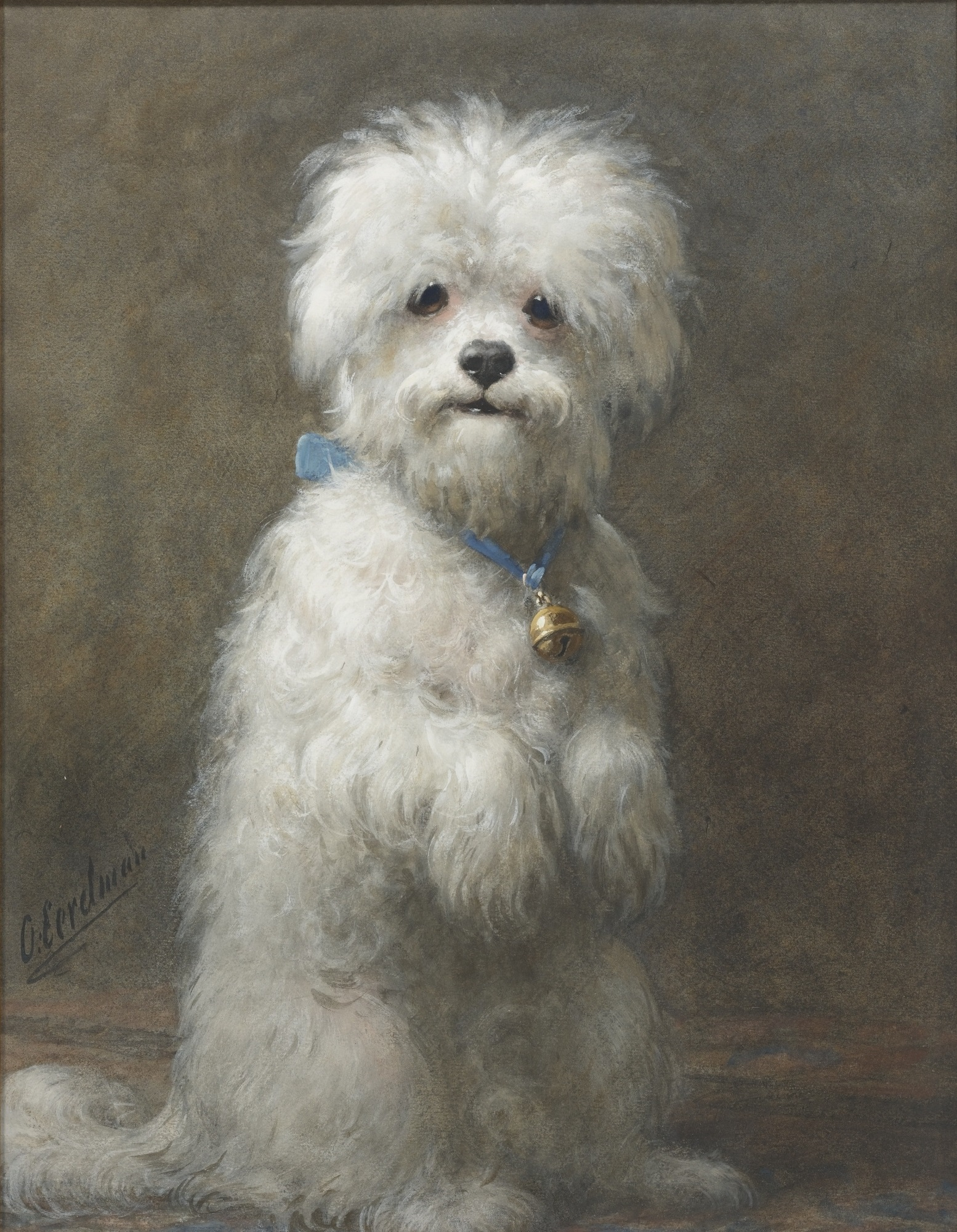
Schildering van hond
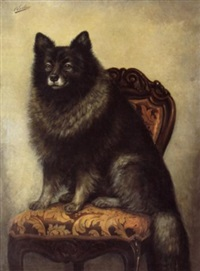
Schildering van keeshond
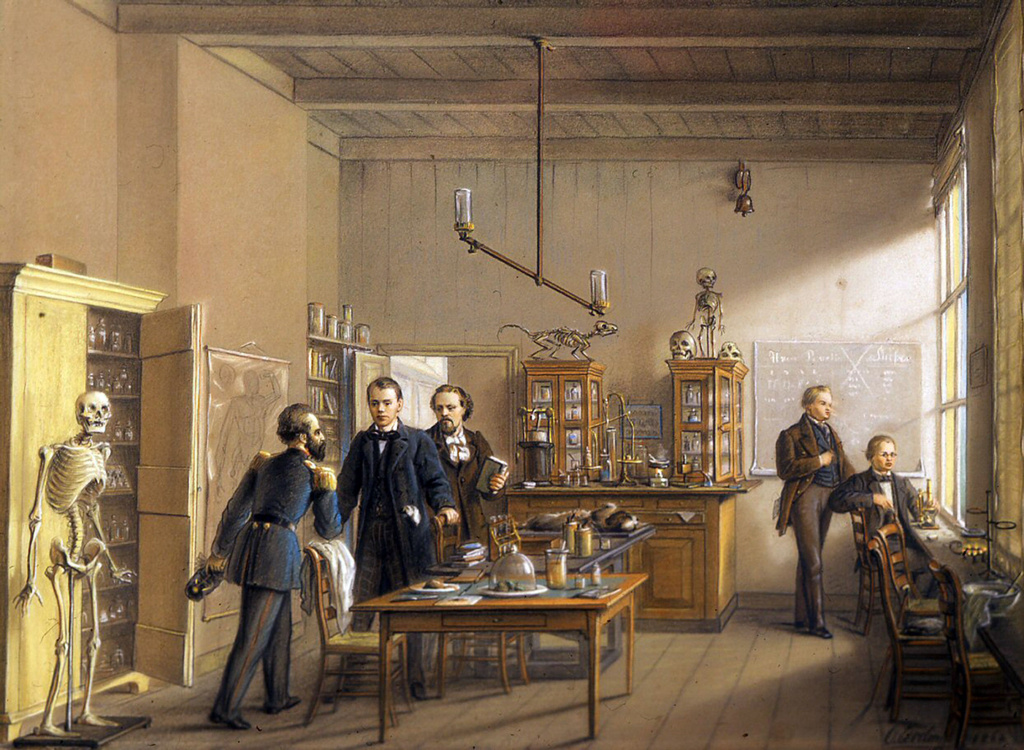
De fysiologische onderzoeksruimte van Professor van Deen in 1862
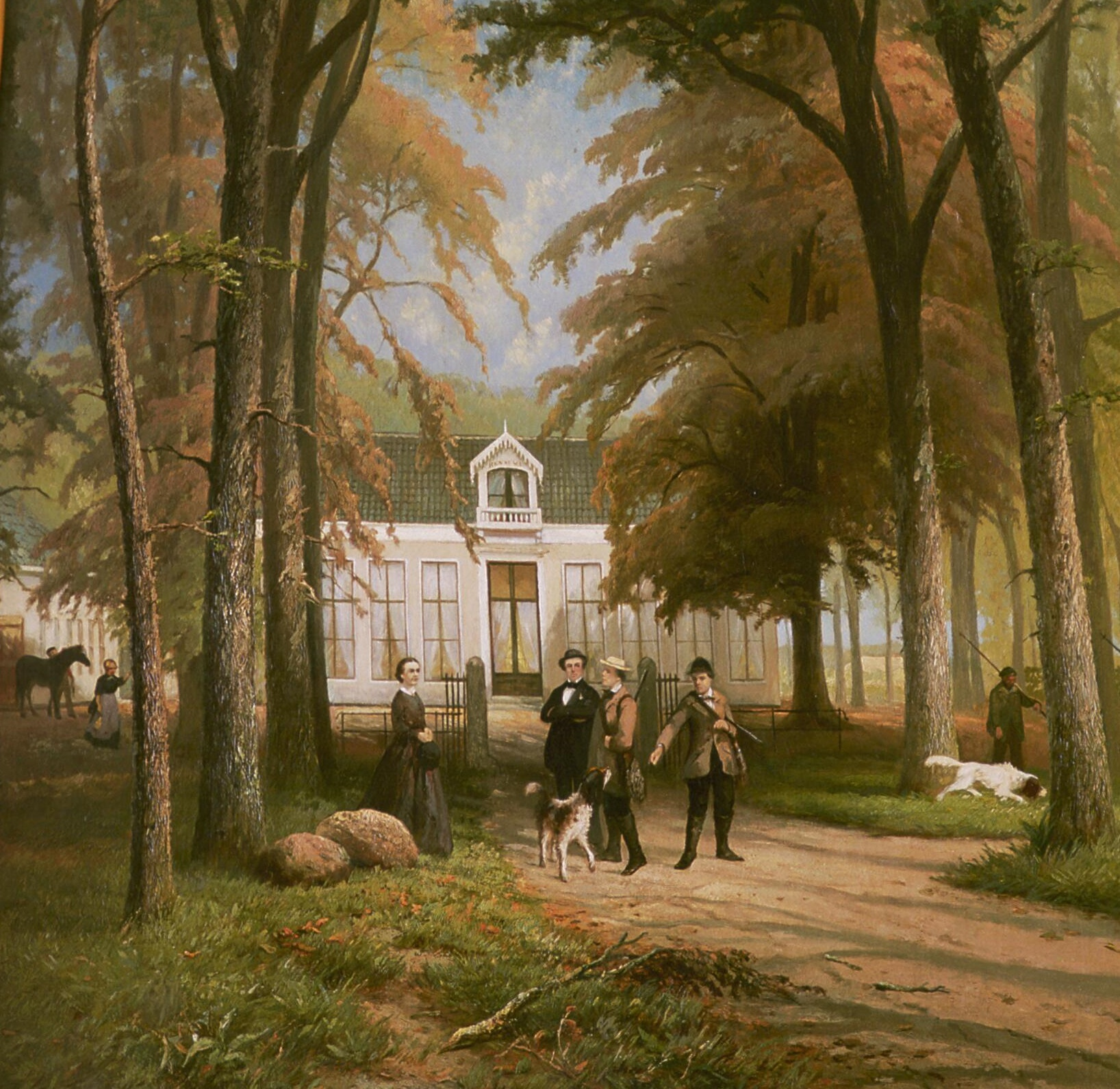
Detail van een haardstuk dat in de Rensumaborg hangt
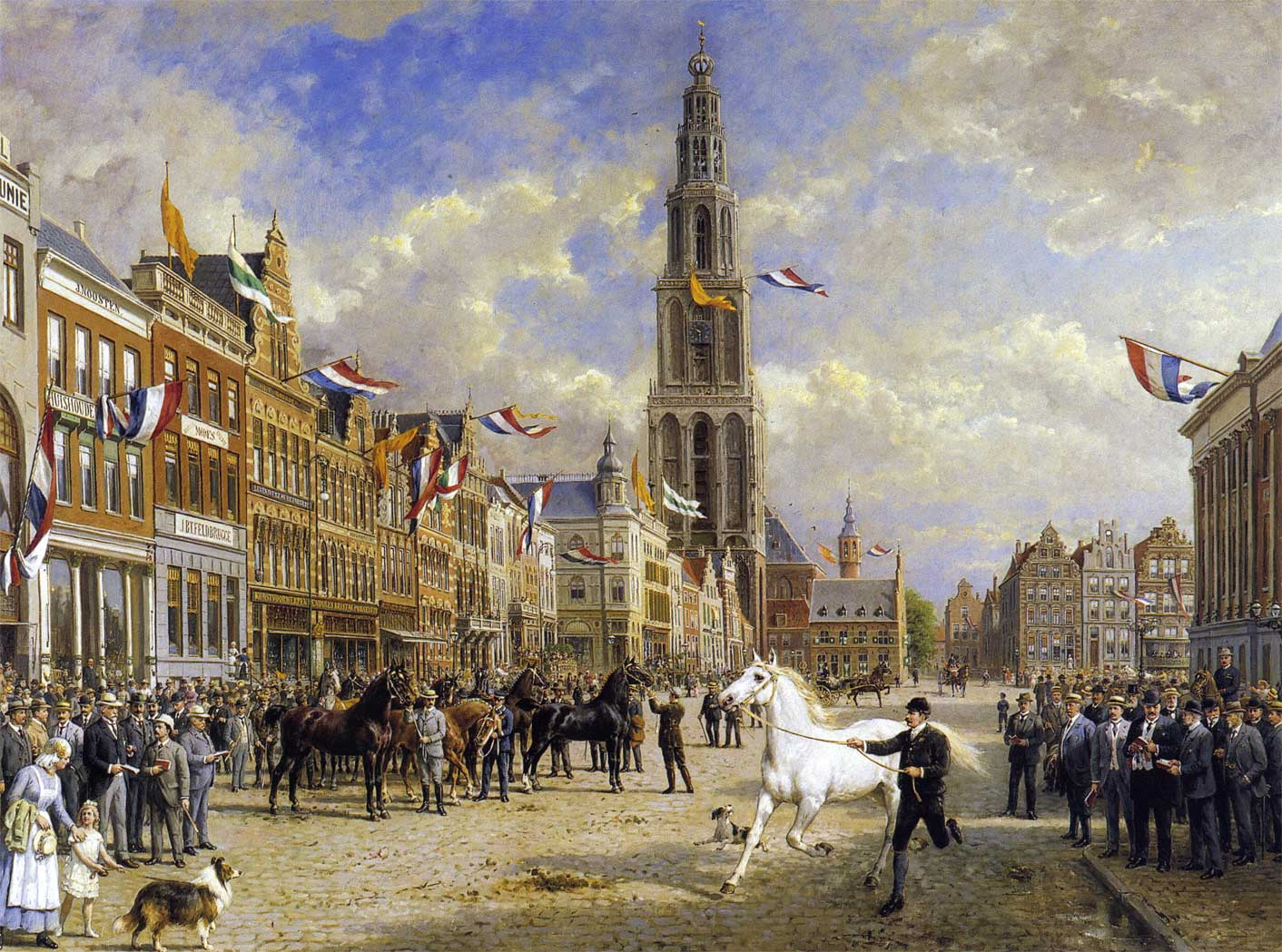
De paardenkeuring op de Grote Markt op de 28ste augustus
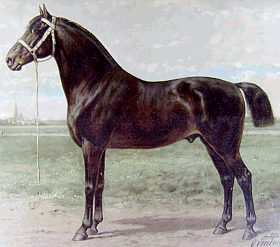
Litho uit het boek "Paardenrassen"